# Mentre Adamo dorme
Mentre Adamo dorme (The Pleasure Seekers) è  un film del 1964 diretto da Jean Negulesco.